# Moriusaq
Moriusaq (o Manuusaq) è un piccolo villaggio disabitato della Groenlandia, tuttavia, fino a qualche anno fa, era ancora abitato da 21 persone (gennaio 2005). Si affaccia a sud-ovest sul Fiordo di Wolstenholme e si trova sulla Penisola di Hayes, a 76°45'22"N 69°53'11"O; appartiene al comune di Avannaata.